# Сыгнаг
Сыгна́г  (азерб. Sığnaq), также Сигна́х (арм. Սղնախ) или Сигна́хи (груз. სიღნაღი) — вид укреплённого поселения, крепости или военного лагеря на Кавказе в средневековье . Термин происходит от азербайджанского слова «сыгнах», которое означает убежище, приют.
Известно о трёх краевых сигнахах в средневнековых меликствах Карабаха и Сюника:
- Большой Сигнах (арм. Մեծ Սղնախ) находился в Муровских горах у реки Тертер в Джрабердском княжестве.
- Малый Сигнах (арм. Փոքր Սղնախ) находился на склоне горы Кирс в Варандском княжестве.
- Третий находился в провинции Капан.

Помимо этого, карабахские и сюникские мелики имели свои родовые сигнахи: сигнахами меликов Гюлистана были крепости Гюлистан и Талыш, меликов Джраберда — одноимённая крепость в месте слияния рек Тертер и Трхи, меликов Хачена — Тарханаберд (Хоханаберд) и Качахакаберд, меликов Варанды — крепость Чанахчи, а сигнахом меликов Дизака была крепость в селе Туг.